# SOKO Leipzig/Staffel 20
Die zwanzigste Staffel der deutschen Krimiserie SOKO Leipzig umfasst 14 Episoden und feierte ihre Premiere am 18. Oktober 2019 im ZDF. Das Finale wurde am 14. Februar 2020 gesendet. Alle Episoden wurden eine Woche vor TV-Ausstrahlung in der ZDFmediathek veröffentlicht.
Die Episoden der Staffel wurden auf dem freitäglichen 21:15-Uhr-Sendeplatz erstausgestrahlt.
Erneut wurden, wie auch schon in vorangegangenen Staffeln, mit Der Rattenfänger, Tiefer Fall und Schmetterlingstage, Monstertage drei Episoden in Spielfilmlänge (90 Minuten, anstatt der üblichen 45 Minuten Länge einer Episode) produziert.

## Darsteller
| Rollenname                                            | Schauspieler             | Episoden |
| ----------------------------------------------------- | ------------------------ | -------- |
| Kriminalhauptkommissarin Ina Zimmermann               | Melanie Marschke         | 13       |
| Kriminaloberkommissar Jan Maybach                     | Marco Girnth             | 12       |
| Kriminalkommissar Tom Kowalski                        | Steffen Schroeder        | 12       |
| Kriminalkommissarin Kim Nowak                         | Amy Mußul                | 13       |
| Kriminalhauptkommissar a. D. Hans-Joachim Trautzschke | Andreas Schmidt-Schaller | 2        |
| Laborant Lorenz Rettig                                | Daniel Steiner           | 10       |
| Rechtsmedizinerin Prof. Dr. Sabine Rossi              | Anna Stieblich           | 6        |
| Rechtsmedizinerin Dr. Mara Stein                      | Judith Sehrbrock         | 5        |
| Kriminalhauptkommissarin Dagmar Schnee                | Petra Kleinert           | 2        |
| Staatsanwalt Dr. Alexander Binz                       | Michael Rotschopf        | 2        |
| Jackie Löber                                          | Sinje Irslinger          | 2        |
| Paul Zimmermann                                       | Peter Laser              | 2        |
| Monja Nowak                                           | Carina Wiese             | 1        |
| Dr. Kaminsky                                          | Jana Bauke               | 1        |

## Episoden
| Nr. (ges.) | Nr. (St.) | Originaltitel                             | Erstausstrahlung D | Regie              | Drehbuch                                    | Zuschauer | Prod. code |
| --- | --------- | ----------------------------------------- | ------------------ | ------------------ | ------------------------------------------- | --------- | ---------- |
| 366 | 1         | Familienteufel                            | 18. Okt. 2019      | Herwig Fischer     | Eva Zahn, Volker A. Zahn                    | 4,49 Mio. | 399        |
| Als Ex-Hauptkommissar Hajo Trautzschke bei Hanna Fröhlich Klavierunterricht nimmt, wird er von dessen Onkel Michael Fröhlich um Hilfe gebeten. Nur wenig später wird Michael Fröhlich von einem Auto angefahren. Er hat die Vermutung, dass seine Familie ihn umbringen wollte, damit sie auch in Zukunft fragwürdige Geschäfte im Ausland tätigen können. All dies weckt in Hajo Trautzschke seine alten Polizei-Instinkte, weshalb er gegen den Willen von SOKO-Chefin Ina Zimmermann auf eigene Faust ermittelt und so die Familienintrigen und Verschwörungstheorien zum Vorschein bringt. Gastdarsteller: Christian Näthe als Michael Fröhlich, Marie Anne Fliegel als Heidi Fröhlich, Wolfgang Häntsch als Dieter Borsig, Emilia Bernsdorf als Hanna Fröhlich, Isabella Bartdorff als Christa Fröhlich, Oliver Broumis als Stefan Fröhlich, Camille Dombrowsky als Krankenschwester |           |                                           |                    |                    |                                             |           |            |
| 367 | 2         | Der Mann, der zwei Bier bestellte         | 25. Okt. 2019      | Oren Schmuckler    | Axel Hildebrand                             | 4,23 Mio. | 394        |
| Phillip Bolte bestellt in einer Kneipe zwei Bier und gesteht dem Barkeeper einen Mord, woraufhin dieser die Polizei alarmiert. Bei der Vernehmung behauptet er jedoch, den realen Mord an dem vor kurzem verstorbenen Apotheker nur fantasiert zu haben. Weiterhin behauptet er, der Apotheker habe seine Frau durch verfälschte Medikamente getötet. Für Kim Nowak ist die Apothekenhelferin verdächtig, Jan Maybach vermutet allerdings ein Erbe hinter dem Mord des Apothekers. Gastdarsteller: Stephan Grossmann als Phillip Bolte, Anne Kasprik als Christina Lewandowski, Eike Weinreich als Arndt Degenhard, Norbert Stöß als Dr. Tauber, Jon Kiriac als Marlon Rieger |           |                                           |                    |                    |                                             |           |            |
| 368 | 3         | Mord im Klassenzimmer                     | 1. Nov. 2019       | Robert del Maestro | Manuel Meimberg, Julia Meimberg             | 4,41 Mio. | 395        |
| Als die Klassenlehrerin von Ina Zimmermanns Sohn Paul erstochen aufgefunden wird, fällt der Verdacht auf den Problemschüler Darian Berger, der für seine aggressiven Ausbrüche bekannt ist. Sogar seine Pflegemutter Anja Lott verdächtigt ihn des Mordes an seiner Lehrerin. Als Ina Zimmermann erfährt, dass ihr Sohn Paul sich in letzter Zeit stark von Darian beeinflusst wurde, sorgt sie sich um ihren Sohn und stellt fest, dass er mehr über den Mord weiß, als er ihr erzählt. Gastdarsteller: Alessandro Schuster als Darian Berger, Alva Schäfer als Laura Lott, Knut Berger als Sven Lott, Anna Blomeier als Anja Lott, Axel Wandtke als Volker Egger, Sandrine Mittelstädt als Carolin Sommer |           |                                           |                    |                    |                                             |           |            |
| 369 | 4         | Crystal                                   | 15. Nov. 2019      | Jörg Mielich       | Marco Girnth                                | 4,13 Mio. | 387        |
| Nachdem Kommissar Tom Kowalski an einem Geldautomaten von einem jungen Junkie überfallen wird, den Angreifer allerdings abwehren kann, lässt er den Täter laufen, den er offenbar kannte. Kurze Zeit später wird René Makowski, ein Crystal-Meth-Dealer, angeschossen. Der Verdacht fällt zum einen auf den Pharmahändler Dirk Sandmann, zum anderen auf Dennis Rückert, der drogenabhängige Junge, der Tom Kowalski überfallen hat. Dieser ist Tom Kowalski aus früheren Zeiten vertraut, weshalb der Ermittler versucht, ihn aus den Ermittlungen herauszuhalten. Gastdarsteller: Paul Lux als Dennis Rückert, Kyra Sophia Kahre als Lara Rückert, Götz Schulte als Thomas Rückert, David Hürten als Roy Berger, Jan Andreesen als René Makowski, Eddie Irle als Dirk Sandmann, Louis Christiansen als Dennis (8 Jahre) |           |                                           |                    |                    |                                             |           |            |
| 370 | 5         | Trompetenbauer                            | 22. Nov. 2019      | Robert del Maestro | Ulf Tschauder                               | 4,46 Mio. | 396        |
| Bei ihrem aktuellen Fall haben es die Ermittler mit der Entführung des Trompetenbaumeisters Peter Werth zu tun. Da der Entführer sein Opfer sehr gut zu kennen scheint, fällt der Verdacht auf einen Täter aus Werths näherem Umfeld. Genauso merkwürdig scheint die Summe der Lösegeldforderung. Als Werth später tot aufgefunden wird, wendet sich das Blatt. Sowohl die Familienmitglieder als auch Harald Borken, ein ehemaliger Angestellter, rücken in den Fokus der Ermittlungen. Gerade Jan Maybach ist von dem Fall persönlich getroffen, da vor kurzer Zeit sein eigener Vater verstorben ist. Gastdarsteller: Barbara Schnitzler als Bettina Werth, Anne Schäfer als Pia Werth, Peter Sikorski als Loris Werth, Lutz Blochberger als Harald Borken, Norbert Hülm als Peter Werth, Thomas Brandt als Mike Borken |           |                                           |                    |                    |                                             |           |            |
| 371 | 6         | Die Königin vom Schwanenteich             | 29. Nov. 2019      | Herwig Fischer     | Manuel Meimberg, Julia Meimberg             | 4,59 Mio. | 401        |
| Eva Böhme, die sogenannte „Königin vom Schwanenteich“, die regelmäßig Drogen an Operngäste verkaufte, wird erschossen in einem Motel aufgefunden. Eine erste Fährte führt zur Dealerin Dunja Rattke, eine Konkurrentin des Opfers, die durch Eva Böhme einen wichtigen Kunden verloren hat, nämlich Stadtrat Falkenberg. Zwar bestreitet dieser die Vorwürfe, doch die Ermittler finden heraus, dass er vor Eva Böhmes Tod erpresst wurde. Als plötzlich Tom Kowalskis Bruder Marco auftaucht und auch noch in dem Fall verwickelt ist, bringt er seinen Bruder in eine schwierige Lage. Gastdarsteller: Max Woelky als Marco, David Schellenberg als Rafael Böhme, Klaus Christian Schreiber als Stadtrat Falkenberg, Paula Knüpling als Dunja Rattke, Eléna Weiß als Eva Böhme |           |                                           |                    |                    |                                             |           |            |
| 372 | 7         | Zur goldenen Jutta                        | 6. Dez. 2019       | Herwig Fischer     | Manuel Meimberg                             | 4,90 Mio. | 403        |
| Die Ermittler finden Jutta Wagner erschlagen in ihrer Kneipe, die seit Jahren nicht mehr gut lief, auf. In den Mittelpunkt der Ermittlungen rückt Gastronom Finn Kern, der die Kneipe kaufen wollte, um aus ihr eine hippe Szene-Bar zu gestalten. Aber auch Jutta Wagners Sohn Johannes könnte ein Motiv haben, da er mehrfach versuchte, seine Mutter zu dem Verkauf zu überreden. Währenddessen stellt Kommissarin Ina Zimmermann fest, dass ihr Sohn Paul seine erste Freundin mit nach Hause gebracht hat. Dessen Vater Florian Rot findet die Kommissarin auf Anhieb sympathisch. Gastdarsteller: Michael Kind als Norbert Hoff, Judith von Radetzky als Jutta Wagner, Daniel Flieger als Johannes Wagner, Leopold Hornung als Finn Kern, René Geisler als Florian Roth, Armin Dallapiccola als Achim Wagner, Leonie Nonnenmacher als Maja Seidel |           |                                           |                    |                    |                                             |           |            |
| 373 | 8         | Ein anständiges Leben                     | 13. Dez. 2019      | Florian Röser      | Axel Hildebrand                             | 4,29 Mio. | 406        |
| Im Park finden die Ermittler den Jugendlichen Rico Müller, der mit Stichwunden versehen ist, tot auf. Der Verdacht fällt auf den Gärtner Piet Cornelis. Dieser fiel schon früher durch Gewalttaten auf und ist derzeit auf Bewährung. Außerdem befragen die Kommissare Nikolaus Behrend, ein eher zurückhaltender Mitschüler, der sich mit dem Opfer angefreundet hatte. Allerdings verhält sich nicht dieser auffällig, sondern sein Vater Marius, der vielleicht seinen Sohn vor dem kriminellen Rico schützen wollte. Kommissarin Ina Zimmermann und Florian Roth wollen sich indessen bei einem Abendessen besser kennenlernen, bei dem Florian Inas Beruf herausfindet. Gastdarsteller: Andreas Guenther als Piet Cornelis, Rainer Sellien als Marius Behrendt, Nico Ramon Kleemann als Nikolaus Behrendt, Regine Zimmermann als Corinna Behrendt, Dagmar Leesch als Katleen Möller, René Geisler als Florian Roth, Jack Owen Berglund als Rico Möller, Karl Schaper als Sven Raphold, Timo Weisschnur als Sebastian Wagner |           |                                           |                    |                    |                                             |           |            |
| 374 | 9         | Der Rattenfänger (90 min.)                | 27. Dez. 2019      | Jörg Mielich       | Markus Hoffmann, Uwe Kossmann               | 3,56 Mio. | 413/414    |
| Kommissar Tom Kowalskis Tochter Jackie beginnt ein Kunststudium in Halle. Doch als Tom Kowalski herausfindet, wer Jackies Kunstprofessor in Halle ist, gerät er in Sorge: Jonas Korda war der Hauptverdächtige in einem früheren, ungeklärten Fall, bei dem die Studentin Scarlet Schenk spurlos verschwunden ist. Damals wurde vermutet, dass Jonas Korda eine Affäre mit der Studentin habe und in Zusammenhang mit ihrem Verschwinden stehe, doch ihm konnte nichts nachgewiesen werden. Das bringt den Ermittler dazu, auf eigene Faust in einem fremden Bundesland zu ermitteln. Gastdarsteller: Thomas Heinze als Jonas Korda, Annika Kuhl als Sibylle Schenk, Merlin Leonhardt als Marcel Horak, Samuel Hummel als „Lu“/Ludwig, Thomas Rudnick als Burkhard Schirmer, Romina Küper als Scarlet Schenk |           |                                           |                    |                    |                                             |           |            |
| 375 | 10        | Tiefer Fall (90 min.)                     | 10. Jan. 2020      | Kerstin Ahlrichs   | Manuel Meimberg, Julia Meimberg             | 4,15 Mio. | 415/416    |
| In einer Kletterhalle kommt Sofia Lasarew, eine junge Profikletterin, ums Leben. Es handelt sich dabei nicht um einen tragischen Sturz, sondern um Mord. Die Todesumstände haben Ähnlichkeit mit einem unaufgeklärten Fall, bei dem vor fünf Jahren die junge Polizeischülerin Verena Wolter starb. Nachdem schließlich ein Verdächtiger für beide Fälle gefasst wird, wird dieser kurz darauf in der U-Haft ermordet. Der Mörder wird in Polizeikreisen vermutet, wodurch Verena Wolters Vater, der ebenfalls Polizist ist, in den Fokus der Ermittlungen gerät, da er sich vielleicht am Mörder seiner Tochter gerächt haben könnte. Auch Kommissarin Kim Nowak wird verdächtigt, da sie mit der toten Polizeischülerin befreundet war. Nach einem Ermittlungsfehler von Jan Maybach nimmt Staatsanwalt Binz interne Ermittlungen auf. Gastdarsteller: Uwe Bohm als Martin Wolter, Johannes Allmayer als Lars Binder, Sandra Nedeleff als Heike Wolter, Martin Baden als Johannes Pohl, Ulrike Hübschmann als Alexandra Walter, Alexander Finkenwirth als Jurij Petrow, Pia-Micaela Barucki als Constanze Wacker, Anna Brodskaja-Bomke als Tonja Lasarew, Marija Mauer als Sofia Lasarew, Florian Steffens als Ben Koch, Julia Sontag als Yvonne Petrow |           |                                           |                    |                    |                                             |           |            |
| 376 | 11        | Schmetterlingstage, Monstertage (90 min.) | 24. Jan. 2020      | Herwig Fischer     | Ulf Tschauder                               | 4,47 Mio. | 420/421    |
| Die junge Transfrau Ria wird kaltblütig ermordet. Es wird ein transfeindliches Hassverbrechen vermutet, doch Dagmar Schnee mutmaßt ein familiäres Motiv hinter der Tat. Zu den Verdächtigen zählt auch Clemens Schnee, Vater von Ria und Ex-Mann von Dagmar Schnee. Er soll nicht akzeptiert haben, dass sein Sohn als Frau leben wollte, und soll zu Gewaltausbrüchen neigen. Bei diesem Fall werden die Ermittler von Lydia Wolf, einer transsexuellen Kollegin, unterstützt. Doch als diese selbst zum Opfer eines Anschlags wird, schwebt sie nun in Lebensgefahr. Gastdarsteller: Lukas von Horbatschewsky als Ria (Fabian) Fenner, Matthias Komm als Clemens Schnee, Robin Sondermann als Lydia (Lars) Wolf, Lina Hoppe als Hanno Sander, Philip Bender als Matt Devere, Dorothea Arnold als Manu Gördes, Mike Hoffmann als Heiner Gördes, Levin Liam als Felix Gördes, Benjamin Bronisch als Alexander Herrlich, Moritz Klaus als Mike Herrlich |           |                                           |                    |                    |                                             |           |            |
| 377 | 12        | Geschwister                               | 31. Jan. 2020      | Herwig Fischer     | Markus Hoffmann, Uwe Kossmann               | 4,71 Mio. | 402        |
| Als ein Mann vom Balkon gestürzt ist, erhalten die Ermittler einen Notruf. Zusätzlich droht die junge Sina Doberstein, ebenfalls zu springen, wovon sie Dagmar Schnee im letzten Moment abhalten kann. Dabei erfährt sie von Sina, dass ihr Bruder Sascha in einen Prozess wegen schwerer Körperverletzung verstrickt war. Paul Wiegand war der einzige Augenzeuge, um Sascha zu entlasten, doch nun liegt er tot auf dem Bürgersteig. Dagmar Schnee geht der Fall sehr nahe, da sie die Geschwister Sina und Sascha von früher kennt und sich für deren misslungenen Lebensweg mitverantwortlich fühlt. Gastdarsteller: Béla Gabor Lenz als Sascha Doberstein, Lola Dockhorn als Sina Doberstein, Torsten Michaelis als Gerd Kollack, Lutz Lansemann als Paul Wiegand, Marlen Ulonska als Frauke Kollack, Sonja Deutsch als Frau mit Rollator, Stefan Kaminsky als PHM Vollmer, Andreas Hammer als PHM Griese, Lukas Gensel als Benjamin Kollack, Jannis Veihelmann als Junge |           |                                           |                    |                    |                                             |           |            |
| 378 | 13        | Lebenslügen                               | 7. Feb. 2020       | Herwig Fischer     | Jeanet Pfitzer, Frank Koopmann, Roland Heep | 4,95 Mio. | 400        |
| Lazlow Trimmborn, der Nachbar von Kim Nowaks Mutter Monja, wurde mit einer Schreckschusspistole getötet. Vielleicht hat das Internetforum „Connewitz hilft“, bei dem das Opfer sich mit Frauen anbändelte, etwas mit dem Mord zu tun. Allerdings scheint auch Monja Nowak, die Mutter der Ermittlerin, in dem Fall verstrickt zu sein. Zudem gibt es eine merkwürdige Spannung zwischen Monja und SOKO-Chefin Ina Zimmermann, die beide ein Geheimnis hüten. Gastdarsteller: Helene Grass als Tabea Trimmborn, Raúl Semmler als Björn Krapp, Maria Radomski als Elli Krapp, David Simon als Hannes Sönlein, Alvar Julian Goetze als Niklas Trimmborn, Erik Köhler als Lazlow Trimmborn |           |                                           |                    |                    |                                             |           |            |
| 379 | 14        | Im Auge des Gesetzes                      | 14. Feb. 2020      | Robert del Maestro | Markus Hoffmann, Uwe Kossmann               | 4,16 Mio. | 405        |
| Zwei Justizbeamte werden bei einem Gefangenentransport zur Staatsanwaltschaft ermordet. Der Verdacht fällt auf Dieter Landowsky, der sich in dem Gefangenentransport befand und jetzt auf der Flucht ist. Zwei LKA-Beamte sind sich sicher, dass er bei Anna Palaske, seiner Ex-Freundin und einzigen Vertrauten, auftauchen wird, und observieren diese. Einen Abend zuvor lernten sich Anna Palaske und Kommissar Jan Maybach in einer Bar kennen und verliebten sich ineinander. Doch vom LKA wird ihm nun der Kontakt zu ihr untersagt. Währenddessen gibt es einen Konflikt zwischen Ina Zimmermann und Kim Nowak, da die SOKO-Chefin vor einiger Zeit eine Affäre mit dem Vater von Kim Nowak hatte. Gastdarsteller: Nele Kiper als Anna Palaske, Andreas Patton als Tandler, Christian Hockenbrink als Bischoff, Matthias Kelle als Dieter Landowsky |           |                                           |                    |                    |                                             |           |            |